# Vjatjeslav Ivankov
Vjatjeslav Ivankov, född 2 januari 1940 i Georgien, död 9 oktober 2009, var en rysk maffiamedlem. Han var och är troligen betraktad än idag som Rysslands kanske mest legendariska och ökända gangster inom den ryska maffian. Han var känd under namnet Japontjik (den lilla japanen, kallad så antingen på grund av sina sneda ögon eller för att ha tagit namnet efter en gammal ökänd ryskjudisk gangster Misjka Vinnitskij) och ibland ansedd som den ryska maffians gudfader. Han sköts ihjäl i slutet av 2009 på en restaurang i Moskva av en torped efter att tidigare ha medlat i konflikten mellan Tarel Oniani och Aslan Usojan, två ökända gangstrar, där han ställt sig bakom Usojans grupp. Efter mordet på Ivankov har flera hämndaktioner ute i Europa under 2010 mot Onianis grupp ägt rum, där bland annat två ökända bovar mördats i Grekland respektive Frankrike, medan Oniani själv sitter i förvar i ryskt häkte för kidnappning av en mäktig affärsman.
Ivankov inledde sin kriminella karriär på 1960-talet, med utpressning riktad mot den tidens illegala affärsmän. 1982 greps han och dömdes till 14 år i Sibirien, ett straff som han lyckades bli fri från vid Sovjetunionens fall, och han frigavs 1991. 1992 reste han till USA och Brighton Beach (Little Odessa) i New York med falska dokument och enligt källor på uppdrag av Semion Mogilevitj, en av topparna i Solntsevskaja bratva, för att samordna de ryska brottssyndikaten i Nordamerika med diktat från Moskva. En del spekulationer gör gällande att Ivankov även åkte till USA för att undgå det stora maffiakriget i Ryssland som kom att prägla större delen av 1990-talet mellan de stora syndikaten. Dessutom är det högst troligt att han flydde undan de ryska myndigheterna eftersom han var misstänkt för att samma år, personligen ha avrättat två turkar på en restaurang i Moskva och sårat en tredje mycket allvarligt. I USA dömdes han 1995 till nio års fängelse för utpressning och hot mot ett investmentbolag som drevs av en rysk affärsmän och en rysk börsmäklare på Wall Street. Efter avtjänat straff deporterades han 2004 tillbaka till Ryssland för att åtalas för morden på turkarna 1992. Men han frikändes då vittnena till morden (poliser främst) påstod sig plötsligt inte komma ihåg något av händelsen och de kunde inte heller peka ut Ivankov. 
Ivankovs status i USA som en av de fem mäktigaste maffiabossarna i Ryssland är troligen något överdriven, vilket Ivankov själv intygade under en intervju i amerikanskt fängelse, där han menade att "rysk maffia" är någon slags fiktion som amerikanerna hittat på i ren Hollywoodanda. Han menade att de riktiga kriminella som styr i Rysslands undre värld finns i Kreml, FSB och bland oligarkerna. Ivankov menade också att de som påstod att han var en hög maffiaboss i Ryssland inte vet ett dugg vad de pratar om. Ivankovs roll inom maffian går att diskutera. För om Ivankov var så mäktig som FBI och CIA ville få det till, har det sen uppstått stora tvivel kring detta, då Ivankov agerade som torped personligen i både hemlandet och i USA där han dömts för dessa brott. En hög auktoritet inom maffian gör nämligen inget själv, utan håller sig i det fördolda, vilket Ivankov inte gjorde.
Oavsett Ivankovs ställning inom maffian så är han utan tvekan ansedd som den mäktigaste gangstern i Rysslands fängelsevärld bland "vor v zakone" där han var respekterad och hade störst auktoritet av alla. Detta anses ha en mycket stark ställning i den undre världen. Ivankov har tydliga länkar till de andra kända auktoriteterna i forna Sovjetunionen, såsom mafioson Otari Kvantrashvili och kändissångaren Joseph Kobzon som hjälpte Ivankov ur fängelset under Sovjettiden under högst märkliga förhållanden. Ivankov påstås även vara en av Semion Mogilevichs mäktiga brigadledare som har mycket nära länkar till världens mäktigaste brottssyndikat Solntsevskaja bratva och dess ledare Mikhas. Huruvida Ivankov själv var en del av Solntsevskaja är oklart. Ivankov hade även nära länkar till Sergej "Sylvester" Timofejev i Orechovskaja bratva.
Hur mäktig och farlig Ivankov egentligen var är ett mysterium än idag. Däremot innehar han en legendstatus och är i USA ansedd som den högsta ryska maffiaauktoriteten som fångats och dömts i amerikansk domstol. Ivankovs närvaro i USA och mäktiga ställning satte stor skräck i både FBI och alla andra rivaliserade maffiagrupper som hade nära förbindelser med Organizatisya. Redan från första dagen i USA blev han ständigt bevakad av FBI. Ivankov var länken mellan "ryssarna" i USA och moderlandet via Mogilevitj och Solntsevskaja. Bland annat hade han nära förbindelser med den ukrainsk-judiske gangstern Ludwig "Tarzan" Fainberg i Miami, där den organiserade brottsligheten från hela världen sägs ha träffats och organiserats regelbundet på en av Fainbergs ökända strippklubbar, i synnerhet med colombianerna som ryssarna länge haft en nära förbindelse till.